# Historia de los judíos en Japón

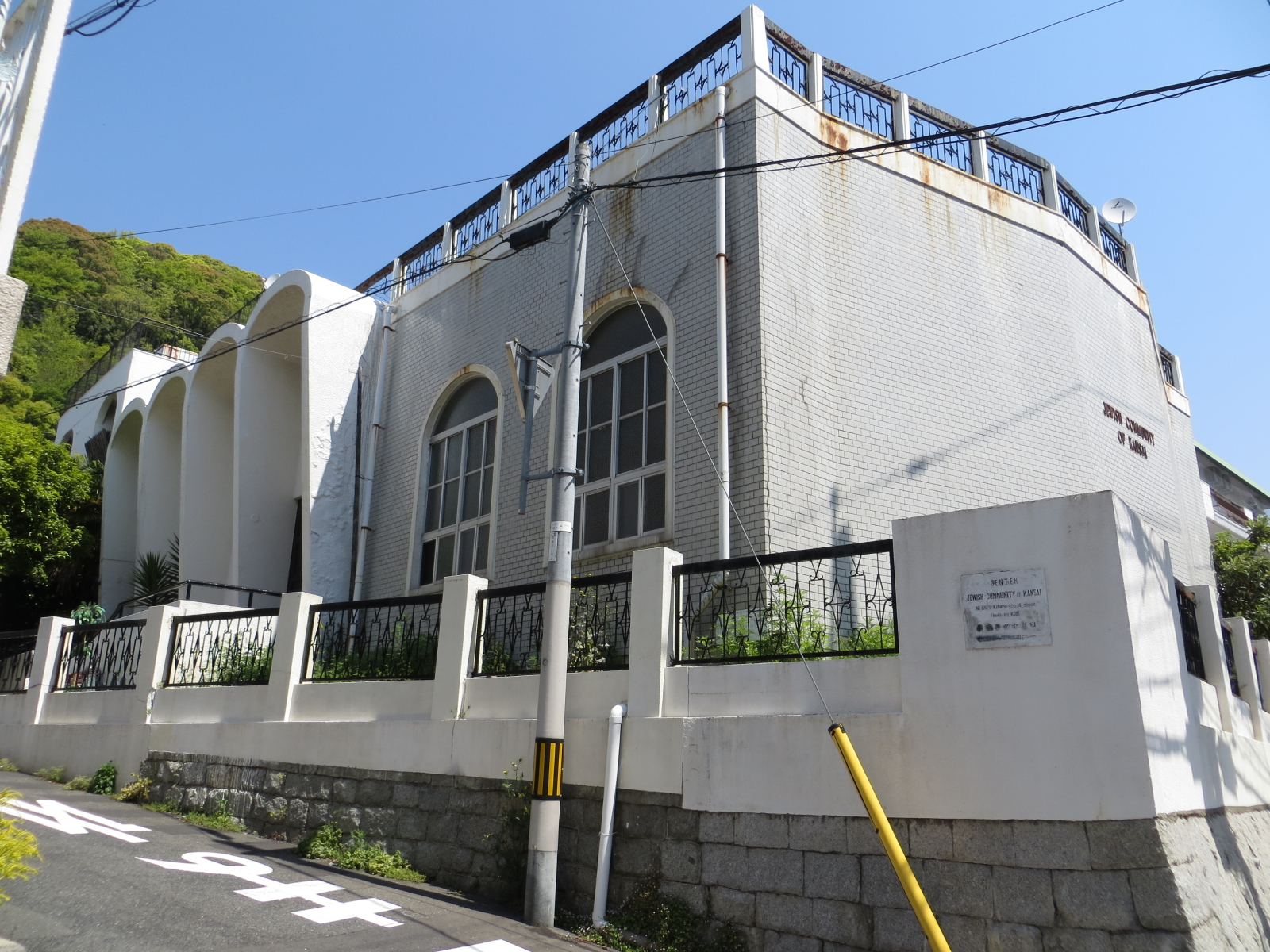
Comunidad Judía de Kansai, Sinagoga en Kobe.

Los judíos son una minoría étnica y religiosa de cerca de 1000 personas, el 0,0008 % de toda la población japonesa. Aunque el judaísmo ha existido y se ha practicado de manera mermada, Japón es un país muy rico en historia judía, desde la conclusión de la política de relaciones exteriores de aislamiento hasta el inicio de la Segunda Guerra Mundial.

## Historia judía en Japón

### Primeros asentamientos
Los primeros contactos comprobados entre Japón y la gente de ascendencia judía comenzaron durante la Era del Descubrimiento (siglo XVI) con la llegada de viajeros y de comerciantes europeos (sobre todo de Portugal y Holanda). Sin embargo, no fue hasta 1853, con la llegada del comodoro Matthew Perry, tras la Convención de Kanagawa que daba por concluida la política exterior japonesa de aislamiento, que las familias judías comenzaron a asentarse a Japón. Los primeros colonos judíos registrados llegaron a Yokohama en 1861, establecieron una comunidad diversa de 50 familias (provenientes de varios países occidentales) y edificaron la primera sinagoga de Japón. La comunidad se trasladaría más adelante a Kobe después del gran terremoto de Kantō en 1923.
Otro asentamiento judío temprano fue uno que se estableció en los años 1880 en Nagasaki. Esta comunidad era más grande que la que estaba en Yokohama, y estaba formada por más de 100 familias. Fue aquí donde la Sinagoga de Beth Israel fue construida en 1894. El asentamiento crecería y seguiría activo hasta que declinó eventualmente por la guerra ruso-japonesa a principios del siglo XX. Los Rollos de la Torá acabaron siendo entregados a la comunidad judía de Kōbe, un grupo formado por los prisioneros de guerra liberados judíos rusos que habían formado parte del ejército del Zar y la Revolución Rusa de 1905.
Desde principios de los años 1900 hasta los años 1950 la comunidad judía de Kōbe era una de las comunidades judías más grandes de Japón. Estaba formada por centenares de judíos que llegaban de Rusia (desde la ciudad manchuria de Harbin), del Oriente Medio (principalmente de Irak y Siria), así como de países de Europa Central y del Este (sobre todo Alemania). Durante este periodo, la comunidad judía de Tokio (actualmente la mayor de Japón) estaba creciendo lentamente con la llegada de judíos de los Estados Unidos y de Europa Occidental por razones múltiples. Formaron comunidades que se basaron en valores constitucionales junto con las organizaciones comunitarias que contaban con un presidente del comité y un tesorero y una estructura comunal. Actualmente, cada una de estas comunidades tiene su propia sinagoga.

### El plan Fugu y la Segunda Guerra Mundial
El Plan Fugu (河豚計画 Fugu keikaku?) fue un ardid urdido por el gobierno japonés en los años 1930, centrado en la idea de crear una posición ventajosa para Japón en lo económico y en lo político mediante el asentamiento de refugiados judíos de la Europa nazi en la Manchuria japonesa. La motivación que había detrás del plan parece haber sido la aceptación sin reservas de la propaganda antisemita, como los Protocolos de los Sabios de Sion, que promulgaba la idea de que los judíos tenían una habilidad intrínseca y casi supernatural de acumular dinero y poder. Los llamados "expertos judíos", que eran líderes japoneses tales como el capitán Inuzuka Koreshige (犬塚 惟重), el coronel Yasue Norihiro (安江 仙弘) y el industrial Aikawa Yoshisuke (鮎川 義介), creían que este poder económico y político podía ser aprovechado por Japón mediante la inmigración controlada, y que una política migratoria que fuese en este sentido conseguiría, además, el favor de los Estados Unidos a través de la comunidad judía en dicho país. Aunque se hicieron esfuerzos para atraer inversiones e inmigrantes judíos, el plan estuvo limitado por el deseo gubernamental de no interferir con su alianza con la Alemania Nazi. Al final se dejó la fundación de asentamientos judíos al arbitrio de la comunidad judía internacional, y el plan fracasó por no haber conseguido atraer a una población estable a largo plazo y por no haber conseguido crear los beneficios estratégicos que esperaba el gobierno.
Irónicamente, durante la Segunda Guerra Mundial, Japón fue considerado como un refugio seguro del Holocausto, a pesar de formar parte del Eje y ser un aliado de Alemania, quien perseguía a los judíos. Durante la Segunda Guerra Mundial, los judíos que trataban de escapar a través de Polonia no podían traspasar las barreras cercanas a la Unión Soviética y el Mar Mediterráneo y fueron forzados a ir por el país neutral de Lituania (que fue ocupado por los beligerantes en junio de 1940, comenzando por la Unión Soviética, luego Alemania, y luego nuevamente la Unión Soviética). 
De aquellos que llegaron, muchos (alrededor de 5000) fueron enviados a las Indias orientales holandesas con visas japonesas emitidas por Chiune Sugihara, cónsul japonés en Lituania. Sugihara ignoró sus órdenes y emitió a miles de judíos visas de entrada al Japón, arriesgando su carrera y salvando al menos 10 000 vidas. La mayoría de los judíos tenían permitido y eran alentados a trasladarse de Japón al asentamiento en Shanghái, China bajo ocupación japonesa durante la Segunda Guerra Mundial. 
En las postrimerías de la guerra los representantes nazis presionaron a la marina japonesa a diseñar un plan para exterminar a la población judía de Shanghái, y esta presión llegó eventualmente a ser del conocimiento de la directiva de la comunidad judía. Sin embargo, los japoneses no tenían intenciones de provocar aún más la ira de los aliados, y por lo tanto postergaron el requerimiento alemán por un tiempo, eventualmente descartándolo del todo.
La relativa seguridad de los judíos durante este período, en contraste del tratamiento japonés contra los chinos durante la guerra, estaba vinculada con las conexiones judías en los Estados Unidos. Se pensaba que un buen trato a los judíos dentro del territorio japonés ayudaría a la causa de que Estados Unidos mirara favorablemente al Japón. Sin embargo, las condiciones en el Área Designada eran abismantes, particularmente durante los meses de verano.
Una famosa institución judía ortodoxa que fue salvada de este modo fue la yeshivá ultraortodoxa Mir. El gobierno japonés y los ciudadanos le ofrecieron a los judíos refugio temporal, servicios médicos, alimentación, transporte y regalos, pero preferían que ellos se residieran en Shanghái, ciudad para entonces ocupada por los japoneses.
A lo largo de la guerra, el gobierno japonés rechazó permanentemente los requerimientos del gobierno alemán para establecer políticas antisemitas. Al término de la guerra, alrededor de la mitad de estos judíos se trasladó al hemisferio occidental (como por ejemplo los Estados Unidos y Canadá) y el resto se fue a otras partes del mundo, principalmente a Israel.

## Antisemitismo
Con solamente una población judía relativamente pequeña, Japón no tenía indicio alguno de antisemitismo tradicional hasta que la ideología nazi y la propaganda influenció a un número pequeño de personas en Japón. Aunque el antisemitismo no se convirtió en un fenómeno extenso en el país, persiste incluso al día de hoy, tomando forma de subcultura. Los libros antisemitas y los folletos conspiratorios se venden en librerías importantes, y los temas antisemíticos se incorporan a la cultura popular e incluso afectan a la comunidad académica. El antisemitismo actual abarca a algunos miembros de la extrema izquierda más radical. Son populares algunas teorías de conspiración (sobre el control mundial judío, el Gobierno de Ocupación Sionista, (ZOG por sus siglas en inglés: Zionist Occupation Government).

## Judaísmo en el moderno Japón
Después de la Segunda Guerra Mundial, había muy pocos judíos en Japón, la mayoría emigraron a Israel. Los que permanecían en el país nipón estaban totalmente integrados y asimilados en la sociedad japonesa. Existe una embajada permanente del Estado de Israel basada en Tokio. Actualmente, hay varios cientos de familias judías que viven en Tokio, y un pequeño número de familias judías que residen en Kobe. Algunos judíos procedentes de otros países se encuentran en Japón temporalmente por negocios, estudios, turismo e investigación. Hay miembros judíos de las Fuerzas Armadas de los Estados Unidos que sirven en Okinawa y en otras bases militares estadounidenses en Japón. Existen varias sinagogas activas en Japón. La sinagoga Beth David está activa en Tokio. Hay una sinagoga ortodoxa activa en Kobe. La organización jasídica Jabad Lubavitch tiene una Casa de Jabad en Tokio.

## Películas
Jewish Soul Music: The Art of Giora Feidman (1980). Dirigida por Uri Barbash.